# Gössendorf
Gössendorf ist eine Marktgemeinde im Grazer Feld mit 4237 Einwohnern (Stand 1. Jänner 2024) südlich von Graz im Bezirk Graz-Umgebung in der Steiermark (Österreich).

## Geografie
Gössendorf grenzt direkt südlich an die Landeshauptstadt Graz an und ist von ihr nur durch die Süd Autobahn A 2 getrennt. Gössendorf liegt – wie auch Graz – an der Mur. Der Raababach durchfließt das Gemeindegebiet von Nordost nach Südwest, bevor er in die Mur mündet. Die Gemeinde ist mit ihren Nachbargemeinden zusammengewachsen und zählt zum suburbanen Umland der Stadt Graz.

### Gemeindegliederung
Das Gemeindegebiet umfasst folgende drei Ortschaften (in Klammern Einwohnerzahl Stand 1. Jänner 2024):
- Dörfla (938)
- Gössendorf (2785)
- Thondorf (514)

Die Gemeinde besteht aus den zwei Katastralgemeinden Gössendorf und Thondorf.

### Nachbargemeinden
|                      | Graz                                        | Raaba-Grambach  |
| Feldkirchen bei Graz | Kompassrose, die auf Nachbargemeinden zeigt |                 |
| Kalsdorf bei Graz    | Fernitz-Mellach                             | Hausmannstätten |

## Geschichte
Aufgrund der Entwicklung, die die Gemeinde in den letzten Jahren gemacht hat, hat der Gemeinderat im Rahmen seiner Sitzung am 5. Februar 2002 einstimmig beschlossen, an das Amt der Steiermärkischen Landesregierung den Antrag zu stellen, die Gemeinde Gössendorf zur Marktgemeinde zu erheben. Diesem Ansuchen wurde stattgegeben und damit ist die Gemeinde bereits inoffiziell seit 1. Juni 2004 Marktgemeinde.
2012 wurde an der Mur das Laufkraftwerk Gössendorf, gemeinschaftlich errichtet von der Verbund AG und der Energie Steiermark, mit 19 MW Leistung in Betrieb genommen.

### Bevölkerungsentwicklung
| Gössendorf: Einwohnerzahlen von 1869 bis 2024       | Gössendorf: Einwohnerzahlen von 1869 bis 2024 | Gössendorf: Einwohnerzahlen von 1869 bis 2024 | Gössendorf: Einwohnerzahlen von 1869 bis 2024 | Gössendorf: Einwohnerzahlen von 1869 bis 2024 |
| --------------------------------------------------- | --------------------------------------------- | --------------------------------------------- | --------------------------------------------- | --------------------------------------------- |
| Jahr                                                |                                               |                                               |                                               | Einwohner                                     |
| 1869                                                | 1869                                          |                                               | 615                                           | 615                                           |
| 1880                                                | 1880                                          |                                               | 670                                           | 670                                           |
| 1890                                                | 1890                                          |                                               | 629                                           | 629                                           |
| 1900                                                | 1900                                          |                                               | 630                                           | 630                                           |
| 1910                                                | 1910                                          |                                               | 715                                           | 715                                           |
| 1923                                                | 1923                                          |                                               | 785                                           | 785                                           |
| 1934                                                | 1934                                          |                                               | 819                                           | 819                                           |
| 1939                                                | 1939                                          |                                               | 878                                           | 878                                           |
| 1951                                                | 1951                                          |                                               | 1.033                                         | 1.033                                         |
| 1961                                                | 1961                                          |                                               | 1.330                                         | 1.330                                         |
| 1971                                                | 1971                                          |                                               | 1.872                                         | 1.872                                         |
| 1981                                                | 1981                                          |                                               | 2.315                                         | 2.315                                         |
| 1991                                                | 1991                                          |                                               | 2.591                                         | 2.591                                         |
| 2001                                                | 2001                                          |                                               | 3.079                                         | 3.079                                         |
| 2011                                                | 2011                                          |                                               | 3.697                                         | 3.697                                         |
| 2021                                                | 2021                                          |                                               | 4.235                                         | 4.235                                         |
| 2024                                                | 2024                                          |                                               | 4.237                                         | 4.237                                         |
| Quelle(n): Statistik Austria, Gebietsstand 1.1.2021 |                                               |                                               |                                               |                                               |

## Kultur und Sehenswürdigkeiten

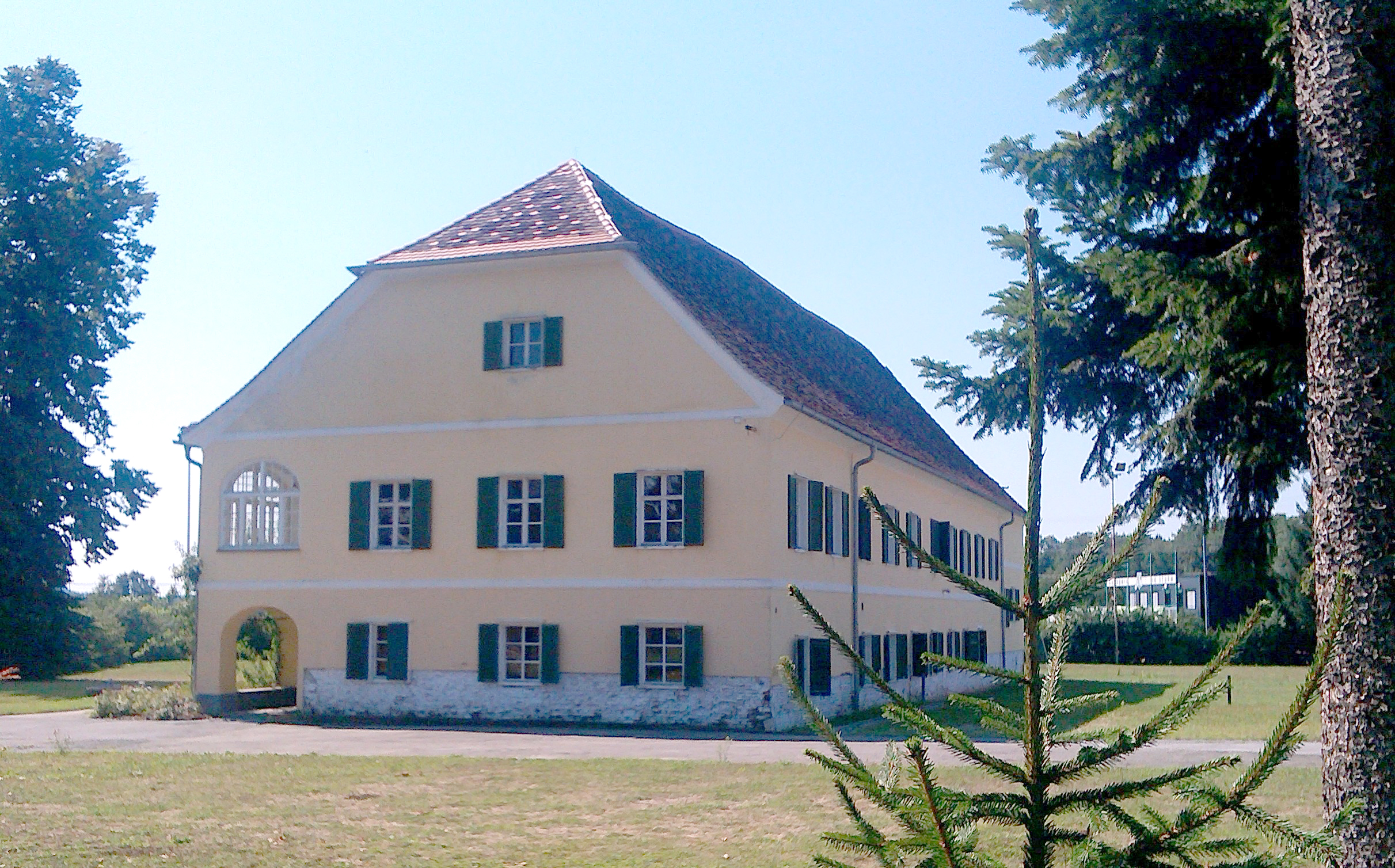
Schloss Mühlegg

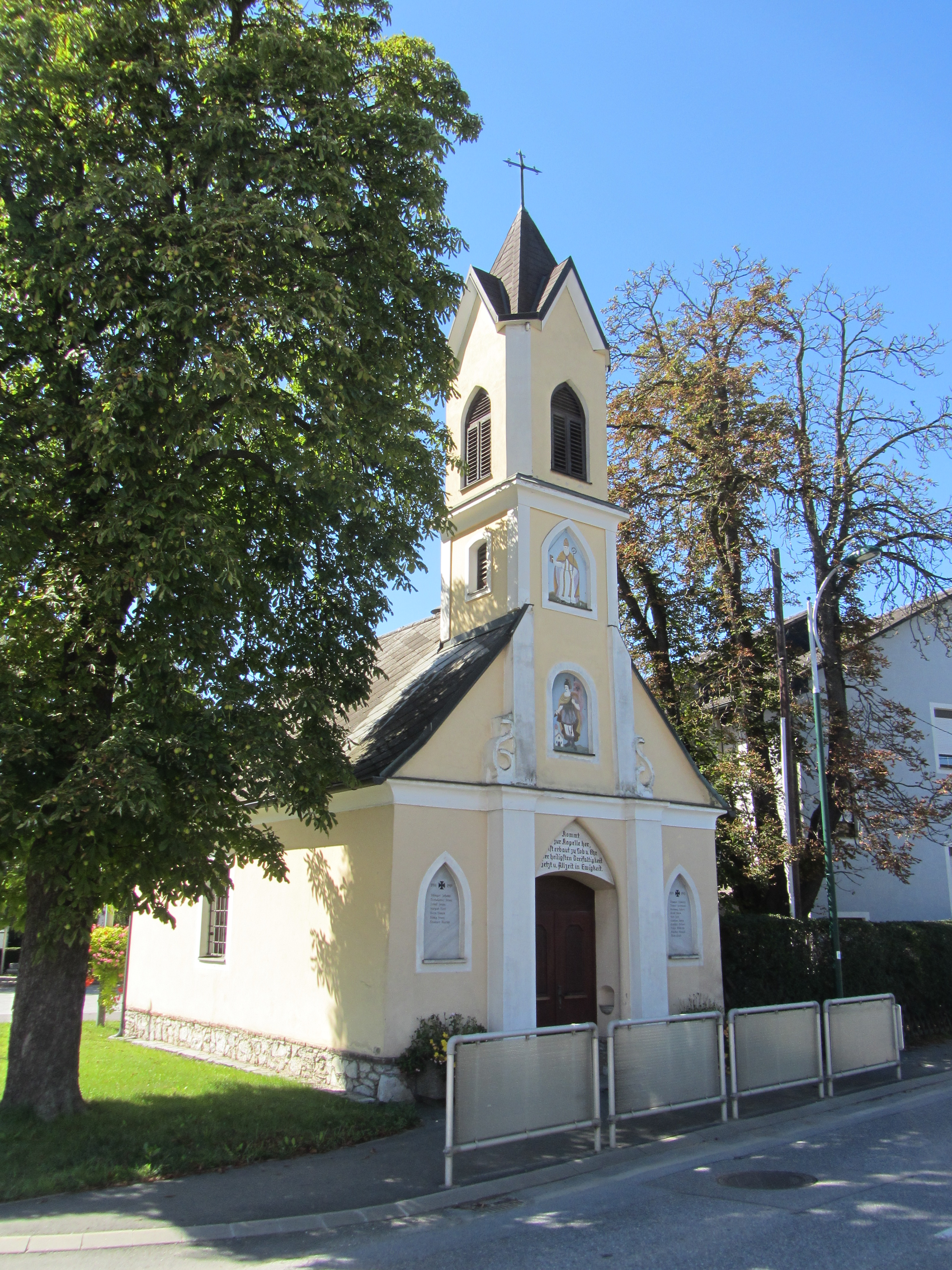
Ortskapelle Thondorf

- Schloss Mühlegg
- Ortskapelle Gössendorf
- Ortskapelle Thondorf

## Wirtschaft und Infrastruktur
Durch die Nähe zu Graz ist Gössendorf als Wohngebiet begehrt, was sich auch im Bevölkerungszuwachs der letzten Jahre zeigte. Gössendorf ist hauptsächlich ein Straßendorf mit mehreren Wohngebieten, aber auch industriell erschlossen. Der größte Betrieb der Gemeinde Gössendorf ist die Sattler Textilwerke AG. Aber auch sehr viele Klein- und Mittelbetriebe haben sich in den letzten Jahren in der Gemeinde angesiedelt. Die Großkläranlage der Stadt Graz steht auf dem Gemeindegebiet. Die Abwässer der Gemeinde werden jedoch über den Abwasserverband Grazerfeld in eine andere Kläranlage – in Wildon – entsorgt.
Viele land- und forstwirtschaftliche Betriebe sind heimisch. Rund 80 % des Grundes der Marktgemeinde befindet sich im Besitz der bäuerlichen Betriebe.
Das alte Gemeindeamt (jetziger Kindergarten) wurde in den Jahren 1995/96 unter Bürgermeister Franz Macher errichtet. Es gibt zwei Freiwillige Feuerwehren: Gössendorf und Thondorf, wobei die Freiwillige Feuerwehr Gössendorf 2005 ein neues Feuerwehrhaus erhalten hat. Der Kindergarten hat 2018 ein zweites Gebäude erhalten, neben diesen befindet sich die Volksschule sowie die Kinderkrippe. Die Gemeinde hat keine Kirche, aber drei Kapellen (je Ortsteil eine). Es gibt mehrere Lebensmittelmärkte, mehrere Gasthäuser bzw. Cafés, zwei Tankstellen und ein Geldinstitut. Ebenso sind in der Gemeinde einige Ärzte, wie praktischer Arzt, Zahnarzt und Tierarzt niedergelassen. Unterkunftgeber sind das Hotel Camellia, die Pension Melichar (Fremdenbetten) und die Frühstückspension Winter.

### Verkehr
Durch die Nähe zu Graz ist Gössendorf verkehrstechnisch sehr gut erschlossen.
- Straße: Die Süd Autobahn A 2 tangiert das Gemeindegebiet, seit Dezember 2013 gibt es eine eigene Anschlussstelle. Da es keine direkte Verbindungsstraße in die Nachbargemeinde Feldkirchen bei Graz gibt, war davor die nächstgelegene Anschlussstelle die Anschlussstelle Messendorfer Straße am Autobahnzubringer Graz-Ost in etwa fünf Kilometer Entfernung. Zugang zur Pyhrn Autobahn A 9 besteht über die Anschlussstelle Kalsdorf in etwa sieben Kilometern Entfernung. Die Kirchbacher Straße B 73 führt direkt durch das Gemeindegebiet. Die Grazer Straße B 67 ist in etwa vier Kilometern Entfernung im Nachbarort Kalsdorf bei Graz erreichbar.
- Bahn: Gössendorf hat keinen Bahnhof. Nächstgelegene Bahnhöfe sind der Bahnhof Raaba (Ostbahn) und der Bahnhof Kalsdorf an der Südbahn in etwa fünf Kilometern Entfernung und der Hauptbahnhof Graz in etwa zwölf Kilometern Entfernung.
- Luftverkehr: Der Flughafen Graz-Thalerhof ist etwa sieben Kilometer entfernt.

### Sport
Der Sportverein SV Gössendorf, fünf Eisschützenvereine, eine Golf-Driving-Range und andere Vereine gehören zu Gössendorf. Das Sportzentrum mit einem Fußballplatz, einer multifunktionalen Spiel- und Sportanlage, einer Stocksporthalle sowie einer Skaterbahnanlage bietet vielfältige Freizeitmöglichkeiten. In der Gemeinde befinden sich ebenso zwei Tennisplätze, zwei Reitsportzentren sowie ein Kinderspielplatz.

## Politik

### Gemeinderat
Der Gemeinderat hat 21 Mitglieder.
- Nach den Gemeinderatswahlen in der Steiermark 2000 hatte der Gemeinderat folgende Verteilung: 8 SPÖ, 5 ÖVP und 2 FPÖ.
- Nach den Gemeinderatswahlen in der Steiermark 2005 hatte der Gemeinderat folgende Verteilung: 12 SPÖ, 7 ÖVP, 1 Unabhängige und Grüne und 1 FPÖ.[3]
- Nach den Gemeinderatswahlen in der Steiermark 2010 hatte der Gemeinderat folgende Verteilung: 11 SPÖ, 6 ÖVP und 4 FPÖ.[4]
- Nach den Gemeinderatswahlen in der Steiermark 2015 hatte der Gemeinderat folgende Verteilung: 11 SPÖ, 6 FPÖ, 3 ÖVP und 1 GRÜNE.[5]
- Nach den Gemeinderatswahlen in der Steiermark 2020 hatte der Gemeinderat folgende Verteilung: 14 SPÖ, 3 ÖVP, 3 FPÖ und 1 GRÜNE.[6]
- Nach den Gemeinderatswahlen in der Steiermark 2025 hat der Gemeinderat folgende Verteilung: 15 SPÖ, 4 FPÖ und 2 ÖVP.[7]

### Bürgermeister
- 1970–1972 Fritz Edelmann (ÖVP)
- 1972–1975 Vinzenz Veith (ÖVP)
- 1975–1993 Florian Fruhmann (SPÖ)
- 1993–2015 Franz Macher (SPÖ)
- seit 2015 Gerald Wonner (SPÖ)[8]

### Wappen
Mit 1. August 1993 wurde der Gemeinde Gössendorf von der Steiermärkischen Landesregierung das Recht verliehen, „in blauem mit sechs silbernen Sternen bestreuten Schild ein silbernes Einhorn“ als Gemeindewappen zu führen.
Das Wappen blasoniert sich: „In blauem mit sechs silbernen Sternen bestreuten Schild ein silbernes Einhorn“
Die sechs Sterne im Wappen beziehen sich auf die Anzahl der zur Zeit Johannes Keplers bekannten Planeten. Kepler, der mit seiner Familie von 1597–1599 das Schloss Mühlegg im Gemeindegebiet von Gössendorf bewohnte, war auch Mathematikprofessor an der landschaftlichen Stiftsschule in Graz. Das Einhorn stammt aus dem Siegel eines gewissen Richters Volkmar aus dem 13. Jahrhundert.

## Persönlichkeiten
- Fritz Edelmann (1900–1977), Bürgermeister von Gössendorf von 1950 bis 1972, österreichischer Gerechter unter den Völkern gemeinsam mit seiner Ehefrau Brigitte Edelmann und seiner Tochter Brigitta Edelmann.
- Mario Kunasek (* 1976), Politiker (FPÖ), Landeshauptmann der Steiermark
- Peter Samt (* 1957), Bundesrat